# JScript
JScript — скриптова мова програмування компанії «Microsoft», що є реалізацією стандарту ECMAScript. Синтаксис JScript багато в чому аналогічний мові JavaScript компанії Netscape, проте, крім додавання клієнтських скриптів на вебсторінки (що було єдиною функцією JavaScript до появи проекту Mozilla), JScript може використовуватися і для інших цілей, наприклад: автоматизація адміністрування систем Microsoft Windows; створення сторінок ASP.
Ось приклад невеличкої програми на мові JScript, яка (будучи запущена в рамках Windows Script Host) виводить діалогове вікно (символи після знаків // є коментарями):
```
 
// Оголошення змінної

 
var
 
strMessage
;

 
// Присвоєння значення змінній

 
strMessage
 
=
 
"Вікіпедія - вільна енциклопедія"
;

 
// Виведення повідомлення на екран

 
WScript
.
Echo
(
strMessage
);

```

Для запуску скрипту з командного рядка зазвичай використовується наступна команда (у разі файлу з ім'ям file.js):
```
cscript file.js
```

Мова JScript отримала подальший розвиток у вигляді мови JScript .NET, що орієнтована на роботу в рамках платформи Microsoft .NET. JScript.NET містить декілька істотних поліпшень в порівнянні з попередніми версіями JScript. Зокрема, в нім присутні елементи об'єктно-орієнтованого програмування.
Основним застосуванням JScript, як і JavaScript, лишається програмування клієнтської частини вебсторінок, де не останню роль грає крос-браузерність. Тому зазвичай програмісти не дуже охоче використовують несумісні елементи скриптової мови і користуються в своїх продуктах спільним сумісним ядром. Несумісні елементи, навіть якщо вони додають функціональності, при вимогах сумісності і доступності, здатні викликати лише лайку.